# Província de Minho

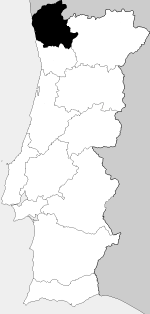
Antiga província del Minho

Província de Minho era una antiga província (o regió natural) portuguesa, instituïda formalment per una reforma administrativa de 1936. No obstant això, les províncies mai van tenir cap atribució pràctica, i van desaparèixer del vocabulari administratiu (encara que no del vocabulari quotidià dels portuguesos) amb l'entrada en vigor de la Constitució de 1976.

## Localització
Limitava al nord i al nord-est amb Galícia, (províncies de Pontevedra i Ourense), a l'est amb el Trás-os-Montes e Alto Douro, al sud amb el Douro Litoral i a l'oest amb l'oceà Atlàntic.

## Composició
Llavors estava constituïda per 23 concelhos, integrant la totalitat dels districtes de Braga i Viana do Castelo. Tenia la seva capital en la ciutat de Braga.
- Districte de Braga: Amares, Barcelos, Braga, Cabeceiras de Basto, Celorico de Basto, Esposende, Fafe, Guimarães, Póvoa de Lanhoso, Terras de Bouro, Vieira do Minho, Vila Nova de Famalicão, Vila Verde.

- Districte de Viana do Castelo: Arcos de Valdevez, Caminha, Melgaço, Monção, Paredes de Coura, Ponte da Barca, Ponte de Lima, Valença, Viana do Castelo, Vila Nova de Cerveira.

Si existís avui dia, comptaria probablement amb 24 municipis, doncs posteriorment va ser creat un nou concelho, a l'àrea del districte de Braga: Vizela (el 1997, per secessió de Guimaraes). Per a alguns geògrafs, aquesta província, en conjunt amb el Douro Litoral, formava una unitat geogràfica major: l'Entre Douro e Minho. D'altra banda, podria dividir-se en dues regions: Alto Minho, corresponent al districte de Viana, i el Baixo Minho, corresponent al districte de Braga.
Actualment, el seu territori està inclosa en la regió estadística del Nord, repartint-se per la totalitat de les subregions del Minho-Lima i del Cávado, i parcialment per les subregions de l'Ave (concelhos de Fafe, Guimarães, Póvoa de Lanhoso, Vieira do Minho, Vila Nova de Famalicão i Vizela) i Tâmega (dos concelhos de les Terras de Basto: Cabeceiras de Basto i Celorico de Basto)